# ラブドラッグス
株式会社ラブドラッグスは、岡山県を中心にドラッグストア（くすりのラブ）、調剤薬局（くすりのラブ薬局）を運営していた企業。
2005年にマツモトキヨシが業務提携及び資本参加を行い、株式会社マツモトキヨシ中四国販売の連結子会社（完全子会社）であったが、2015年10月1日にマツモトキヨシホールディングス（現:マツキヨココカラ&カンパニー）によるエリアドミナント戦略に基づく連結子会社間の再編に伴い、マツモトキヨシ中四国販売に吸収合併され、解散した。

## 沿革
- 1984年（昭和59年） - 株式会社メディシンとして設立。
- 1995年（平成 7年） - 社名を「株式会社ラブドラッグス」に改称。
- 2005年（平成17年）10月1日 - 株式会社マツモトキヨシと業務資本提携を締結。
- 2006年（平成18年）10月4日 - 株式会社マツモトキヨシが当社の発行済株式の20%を取得し、同社の持分法適用関連会社となる。
- 2007年（平成19年）10月1日 - 株式移転による持株会社設立に伴い、主要株主が株式会社マツモトキヨシから、同社親会社の株式会社マツモトキヨシホールディングスに変更。
- 2008年（平成20年）5月22日 - 株式会社マツモトキヨシとフランチャイズ契約を締結。
- 2010年（平成22年）4月1日 - 株式会社マツモトキヨシホールディングスが当社の発行済株式の90.8%を追加で取得し、同社の連結子会社化。
- 2012年（平成24年）10月1日 - 株式譲渡に伴い、同日設立された株式会社マツモトキヨシ中四国販売の連結子会社となる。
- 2014年（平成26年）2月1日 - 「ラブカード（ポイントカード）」をリニューアル。マツモトキヨシグループの共通ポイントカードに準じた内容（本体価格100円ごとに1ポイント付与、200ポイント以上貯めると次回精算時に値引きが可能、GOOPON（グーポン）機能の追加）となったが、この時は他のグループ会社とのシステム統合は行われていなかった、従来通り、「ラブドラックス」各店のみ利用できる。なお、旧カードは2015年1月31日までに新カードへの移行申し込みをすると手持ちのポイントを新カードへ移行できる。なお、60歳以上を対象とした「ラブ・シニアカード」も「ラブカード」同様リニューアルされた（「ラブ・シニアカード」では通常ポイントに特典ポイントが上乗せ加算されるなどの専用の特典が設けられている）。これまでは、クレジットカードや電子マネー（EdyとPiTaPaとQUICPay）で支払った時はポイントカードが提出できなくてポイント付与してもらえなかったのができるようになった。
- 2015年（平成27年）
  - 2月1日 - ポイントカードのシステム統合により、「ラブカード」及び「ラブ・シニアカード」の「マツモトキヨシ」をはじめとするマツモトキヨシグループの店舗での利用及び「マツモトキヨシ現金ポイントカード（グループ会社が発行する現金ポイントカードを含む）」の「ラブドラッグス」店舗での利用が可能となる。（マツキヨポイントアプリの会員証やアプリで配信しているクーポン券で使用可能店舗欄にくすりのラブと表示があるものも利用可能）
  - 10月1日 - マツモトキヨシ中四国販売に吸収合併され解散。

## 店舗
2014年4月現在、ドラッグストア33店舗、調剤薬局12店舗の計45店舗を展開しており、全店舗の4分の3以上にあたる35店舗（ドラッグストア25店舗、調剤薬局10店舗）を岡山市が占めており、岡山市内で最も店舗数が多い一番店となっている。一方、競合相手にザグザグ（ハピコム傘下）、金光薬品（2022年6月にウエルシア薬局へ吸収合併）、ドラッグセガミ（ココカラファインヘルスケアが運営）、ひまわり（2021年12月よりウエルシアホールディングスの傘下となる）などがあり、競争は熾烈を極めている。そのため、近年は姫路市や加古川市など播磨方面にも出店を行っている。
岡山市内では、ラブの店舗敷地から徒歩で5分以内（信号がある場所では赤で止まらなかった場合）で隣のラブの店舗に行けるような位置関係に存在する店舗もある。
例えば、下中野店と平田店が相当する。また、食品スーパーなどの店で同じ会社経営の店なら、住んでいる場所の小学校の学区または、中学校の学区別で表現すると、その学区内に1つ位しか存在しなかったり、隣の学区内まで買いに行ったりするが、ラブの場合、同じ学区内に2店舗以上存在する学区もある。
店舗様式は3種類あり、
- 薬・化粧品・日用品・駄菓子・飲料類だけ販売されている店舗…(A)
- (A)に雑誌コーナーが付加されていて、その他の商品は(A)の店舗より取り扱い品目が多い店舗…(B)
- (B)に冷凍食品・パン・お酒類・タマゴ・日配食品（牛乳・乳製品や日持ちする冷蔵食品）のコーナーが付加されている店舗…(C)

同じ学区内に2店舗以上存在する地域ではいずれか1店舗が(A)の形態の店舗であることが多い。また、一部の店舗はコンタクトレンズの取扱や調剤薬局が併設してあったり、調剤薬局だけの専門店だったりする。

## 関連会社
- 株式会社アリー